# 니코 마니온

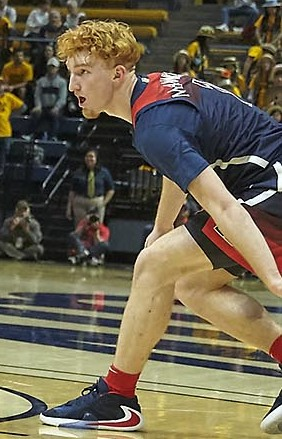
2020년 애리조니에서 뛰는 모습

니코 마니온(Nico Mannion, 본명: Niccolò "Nico" Mannion, 2001년 3월 14일 ~ )은 레가 바스켓 세리에 A(LBA)의 팔라카네스트로 바레세의 이탈리아계 미국인 프로 농구 선수이다. 애리조나 와일드캣츠에서 대학 농구를 했다. 애리조나주 피닉스 (애리조나주)에 있는 피나클 고등학교에 다녔으며 그곳에서 합의된 5성급 신입 선수이자 2019년 클래스 최고의 포인트 가드 중 한 명이었다. 마니온은 주로 미국에서 자랐지만 국제 대회에서 그의 모국인 이탈리아를 대표한다.

## 어린 시절
마니온은 이탈리아 투스카니 시에나에서 전 NBA 선수인 페이스 마니온과 가이아 비앙키 사이에서 태어났다. 그곳에서 가족이 유타주 솔트레이크시티로 이사하기 전에 어린 시절을 보냈고 마침내 애리조나주 피닉스에 정착했다.

## 대학 경력
마니온은 프리시즌 1군 올 팩 12 콘퍼런스(All-Pac-12 Conference)에서 우승을 차지했으며 우든 어워드(Wooden Award) 및 나이스미스 트로피(Naismith Trophy)의 프리시즌 감시 명단에 이름을 올렸다. 2019년 11월 6일 애리조나와의 두 번째 대학 경기에서 그는 일리노이를 상대로 90-69 승리를 거두며 23득점, 9어시스트, 4리바운드를 기록했다. 11월 28일, 마니온은 우든 레거시의 첫 번째 라운드에서 페퍼다인을 상대로 93-91 승리를 거두며 4초 남았을 때 16득점과 11어시스트를 기록하고 게임 우승 레이업을 기록했다. 펜(Penn)과의 2라운드 승리에서 그는 시즌 최다인 24득점을 기록했다. 마니온은 그의 팀을 우든 레거시 타이틀로 이끌었고 게임당 평균 16.3득점과 7.3어시스트를 기록하며 토너먼트 최우수 선수(MVP)로 선정되었다. 다음날 그는 팩-12(Pac-12) 금주의 신입선수 상을 받았다. 2020년 2월 29일, 마니온은 UCLA에 69-64로 패하며 19득점과 6어시스트를 기록했다. 정규 시즌이 끝날 때 마니온은 올-팩-12(All-Pac-12) 두 번째 팀과 올 프레시맨 팀에 지명되었다. 마니온은 신입 선수로서 경기당 평균 14.0득점과 5.3어시스트를 기록했다. 시즌이 끝난 후 그는 2020년 NBA 드래프트를 선언했다.